# Nathan der Weise

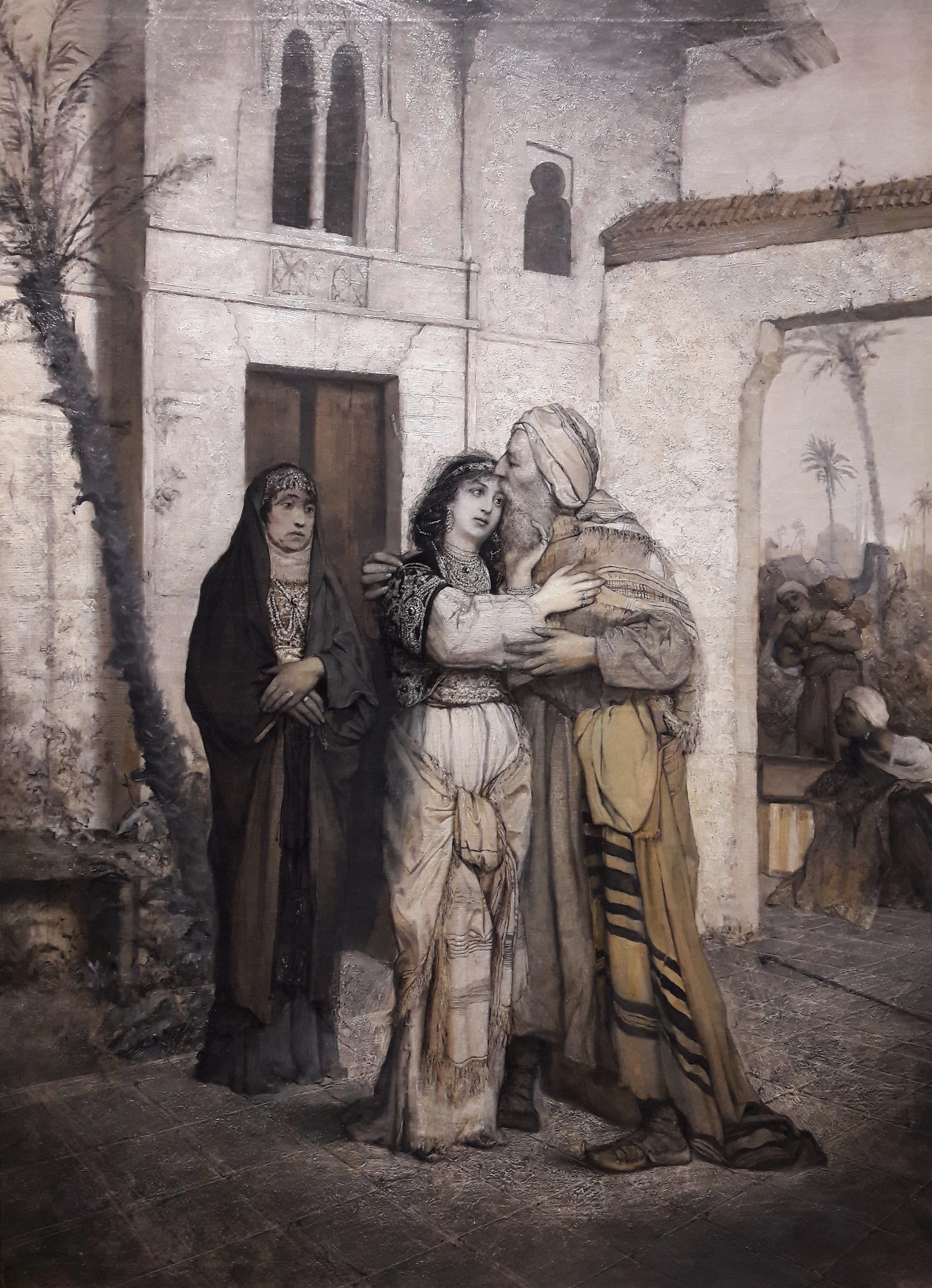
Recha begrüßt ihren Vater, 1877 von Maurycy Gottlieb

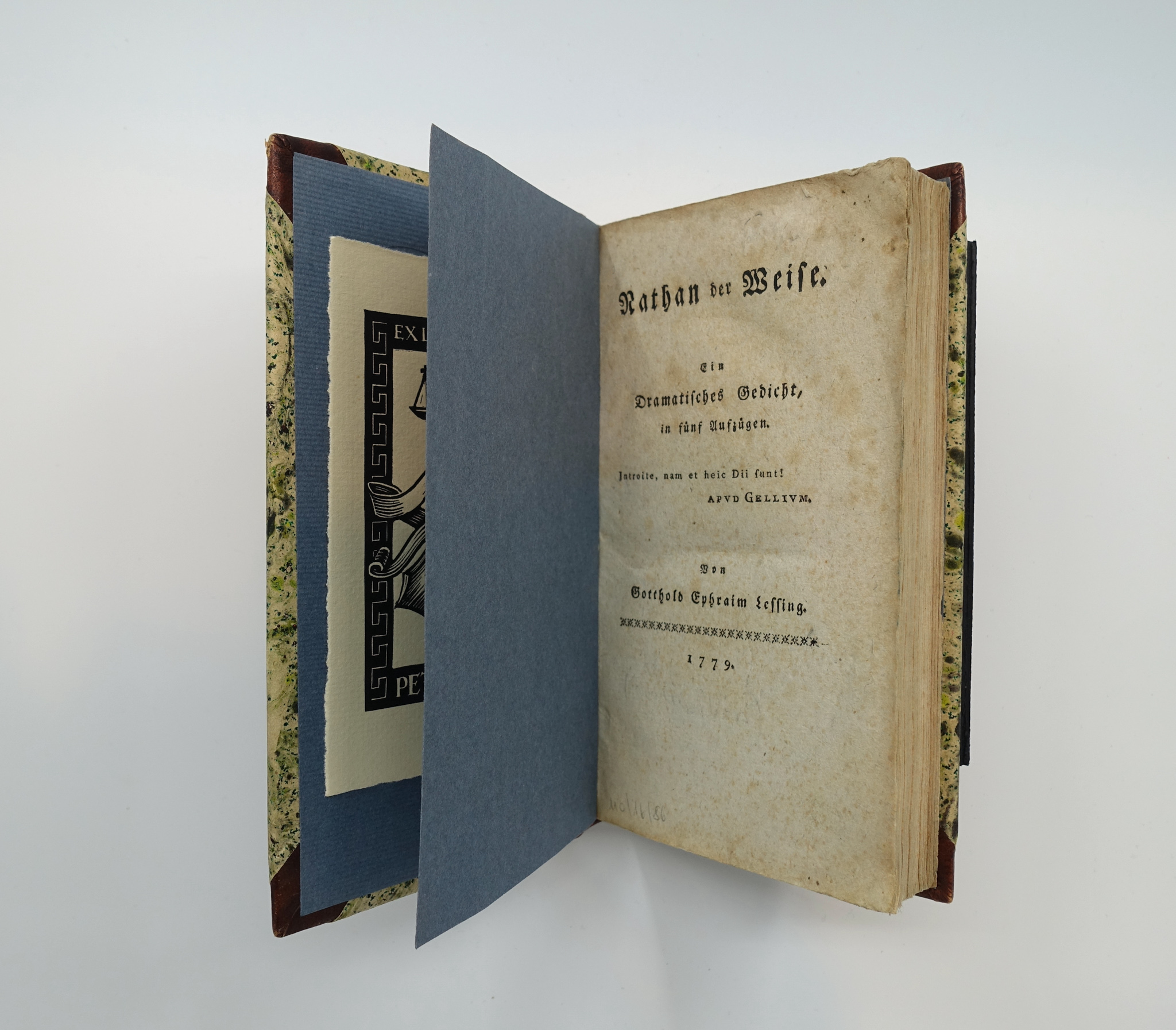
Zweite Auflage im Erscheinungsjahr 1779, der Sammlung des Jüdischen Museums der Schweiz

Nathan der Weise ist der Titel und die Hauptfigur eines fünfaktigen Ideendramas von Gotthold Ephraim Lessing, das 1779 veröffentlicht und am 14. April 1783 in Berlin uraufgeführt wurde. Das Werk hat als Themenschwerpunkte den Humanitäts- und Toleranzgedanken der Aufklärung. Berühmt wurde die Ringparabel im dritten Aufzug des Dramas.
Nathan der Weise ist Lessings letztes Werk. Hintergrund ist der Fragmentenstreit, eine Auseinandersetzung mit dem Hamburger Hauptpastor Johann Melchior Goeze, die so weit reichte, dass ein Teilpublikationsverbot gegen Lessing verhängt wurde. Infolgedessen integrierte Lessing seine deistischen Vorstellungen in dieses Drama. Unmittelbar vor dessen Fertigstellung hatte der Aufklärer an seinem philosophischen Hauptwerk Die Erziehung des Menschengeschlechts gearbeitet. Seine Beschäftigung mit dem Stoff reicht jedoch nachweislich bis ca. 1750 zurück.
In der Figur Nathan der Weise setzte Lessing seinem Freund Moses Mendelssohn, dem Begründer der jüdischen Aufklärung, ein literarisches Denkmal. Moses Mendelssohn nannte seinen im Jahre 1781 geborenen jüngsten Sohn Nathan.

## Äußere Form
Das Werk orientiert sich am Aufbau eines klassischen Dramas und ist in fünf Akte gegliedert.
Als Metrum hat Lessing den Blankvers gewählt, der in England seinen Ursprung hat und sich erst durch ihn in Deutschland durchsetzen konnte.
Nathan der Weise enthält sowohl tragische als auch komische Elemente, ist aber trotz des versöhnlichen Ausgangs weder eine Komödie noch eine Tragödie. Im Mittelpunkt der Handlung steht die Ringparabel, somit im Kern die Frage nach dem Wahrheitsanspruch von Religionen.

## Inhalt

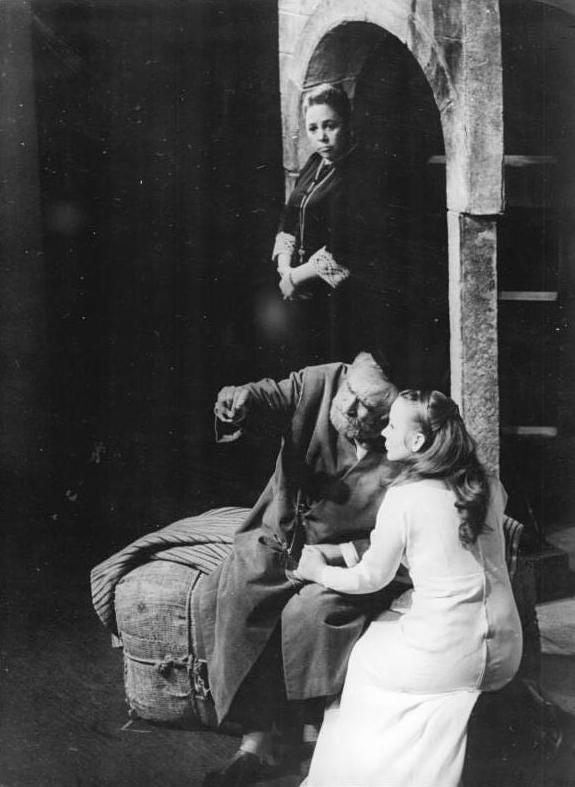
Elsa Grube-Deister als Daja, Wolfgang Heinz als Nathan und Christine Schorn als Recha (Deutsches Theater Berlin, 1971)

Die Handlung spielt zur Zeit des Dritten Kreuzzugs (1189–1192) während eines Waffenstillstandes in Jerusalem.
Als der Jude Nathan von einer Geschäftsreise zurückkommt, erfährt er, dass seine Pflegetochter Recha von einem jungen christlichen Tempelherrn aus dem Feuer seines brennenden Hauses gerettet worden ist. Der Ordensritter wiederum verdankt sein Leben dem muslimischen Herrscher Jerusalems, Sultan Saladin, der ihn als einzigen von zwanzig Gefangenen begnadigt hat, weil er seinem verstorbenen Bruder Assad ähnlich sieht. Trotz dieser glücklichen Umstände ist der rational denkende Nathan nicht bereit, dahinter ein Wunder zu vermuten, und überzeugt auch Recha davon, dass es schädlich sei, an das Wirken von Schutzengeln zu glauben.
Saladin, in Geldangelegenheiten etwas lax, ja von fast melancholischer Gleichgültigkeit, befindet sich gerade in finanziellen Schwierigkeiten. Deswegen lässt er, auf Rat seiner berechnenderen Schwester Sittah, den vermögenden Nathan zu sich bringen, um dessen in ganz Jerusalem gerühmte Großzügigkeit auf die Probe zu stellen: Anstatt diesen direkt um einen Kredit zu bitten, gibt Saladin vor, zunächst Nathans ebenfalls überall gepriesene Weisheit testen zu wollen, und fragt ihn nach der „wahren Religion“. Nathan, von seinem Freund Al-Hafi bereits über Saladins Geldnöte unterrichtet und vor dessen finanzieller Leichtfertigkeit gewarnt, erkennt die Falle. Er entscheidet sich, Saladins Frage mit einem „Märchen“ zu beantworten, der später so genannten Ringparabel (s. u.). Tief beeindruckt versteht Saladin dieses Gleichnis sofort als Botschaft von der Gleichberechtigung der drei großen monotheistischen Religionen. Von Nathans Humanität gerührt, bittet er diesen, von nun an dessen Freund sein zu dürfen. Nathan willigt gern ein und gewährt Saladin, ohne dass er darum gebeten worden wäre, obendrein ein großzügiges Darlehen.
Der Tempelherr, der Recha zwar aus den Flammen gerettet, aber bisher als bloßes Judenmädchen kaum beachtet hat, wird von Nathan mit ihr zusammengeführt, verliebt sich Hals über Kopf in sie und möchte sie auf der Stelle heiraten. Sein Name jedoch lässt Nathan noch zögern, seine Einwilligung zu geben. Der Tempelritter ist verstimmt. Als er dann von Rechas Gesellschafterin Daja, einer Christin, erfährt, dass Recha nicht Nathans Tochter, sondern von ihm als solche adoptiert worden ist, ihre leiblichen Eltern aber Christen waren, wendet er sich um Rat suchend an den Patriarchen von Jerusalem. Obwohl der Tempelherr seine Anfrage so vorträgt, als handele es sich um einen hypothetischen Fall, errät das fanatische Kirchenoberhaupt, worum es hier geht, und will „diesen Juden“ sofort suchen und wegen Verleitung zur Apostasie auf den Scheiterhaufen bringen lassen. Dessen edle Beweggründe berücksichtigt er nicht; und dass er das Christenkind nicht als Juden, sondern im Gegenteil in keinem Glauben erzogen hat, kommt für den Patriarchen nicht mildernd, sondern erschwerend hinzu: „Tut nichts! Der Jude wird verbrannt; ja, wär allein / schon dieserwegen wert, dreimal verbrannt / zu werden.“
Durch Aufzeichnungen des Klosterbruders, der Recha einst als Kleinkind zu Nathan brachte, stellt sich schließlich heraus, dass die von einem Juden erzogene Recha und der christliche Tempelherr nicht nur Geschwister – daher Nathans Vorbehalte gegen eine Heirat –, sondern auch die Kinder von Saladins Bruder Assad sind, wodurch die enge „Verwandtschaft“ der jüdischen, christlichen und muslimischen Religionsfamilie nochmals verdeutlicht wird: Unter stummer Wiederholung allseitiger Umarmungen fällt der Vorhang.

## Einflüsse
Lessing stand in seiner Suche nach einem deutschsprachigen bürgerlichen Theater stark unter dem intellektuellen Einfluss des französischen Enzyklopädisten und Philosophen Denis Diderot. So sah er in dessen Le Fils naturel ou les Épreuves de la vertu, comédie suivie des Entretiens sur le Fils naturel (1757), kurz: Fils naturel, den er in die deutsche Sprache übertrug, ein Vorbild für seinen Nathan den Weisen (1779). Lessing schätzte die Theaterreform von Diderot, vor allem wegen der Abschaffung der Ständeklausel, der Aufhebung der Heldenhaftigkeit der dramatischen Personen und des Verwendens prosaischer Sprache im Drama.

## Ringparabel

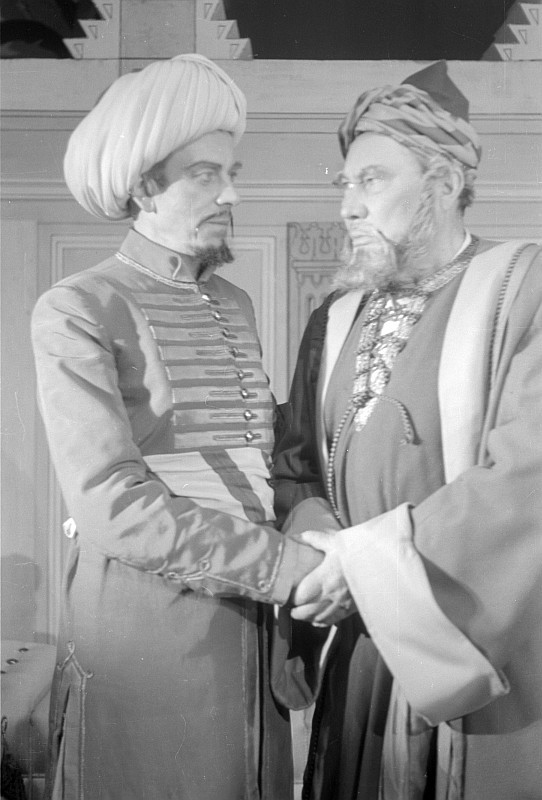
Paul Wegener (rechts) als Nathan,
Kai Möller als Sultan.
Deutsches Theater Berlin 1945

Diese Parabel von den drei Ringen gilt als ein Schlüsseltext der Aufklärung und als pointierte Formulierung der Toleranzidee. Sie findet sich bereits in der 73. Novelle des Il Novellino (13. Jahrhundert) und in der dritten Erzählung des Ersten Tages von Giovanni Boccaccios Decamerone.
Zu den Vorlagen für Lessing zählen auch Jans des Enikels Erzählung von Saladins Tisch (13. Jahrhundert) und die Erzählung Vom dreifachen Lauf der Welt in den Gesta Romanorum. Bis ins 11. Jahrhundert lässt sich der Stoff von den drei ununterscheidbaren Ringen zurückverfolgen. Erfunden wurde er wahrscheinlich auf der Iberischen Halbinsel von sephardischen Juden.
Bei Boccaccio, Lessings Hauptquelle, geht es um einen Vater, der einen kostbaren Ring, sein wertvollstes Juwel, an denjenigen unter seinen Söhnen weitergibt, den er am meisten liebt und den er damit zum Erben einsetzt. So verfahren auch seine Nachkommen. Als Generationen später jedoch ein Vater seine drei Söhne alle gleich liebt, lässt er ohne deren Wissen zwei weitere Ringe anfertigen, sodass der Vater „kaum“ und die Söhne gar nicht mehr entscheiden können, welcher Ring der ursprüngliche ist.
Diese Handlung findet sich auch, in leicht veränderter Form, in der Schlüsselszene Lessings wieder: Saladin lässt Nathan zu sich rufen und legt ihm die Frage vor, welche der drei monotheistischen Religionen er für die wahre halte. Nathan erkennt sofort die ihm gestellte Falle: Erklärt er seine Religion zur „einzig wahren“, muss Saladin das als Majestätsbeleidigung auffassen, schmeichelt er hingegen dem (muslimischen) Sultan, muss er sich fragen lassen, warum er noch Jude sei. Um einer klaren Antwort auszuweichen („Nicht die Kinder bloß, speist man mit Märchen ab“), antwortet er mit einem Gleichnis: Ein Mann besitzt ein wertvolles Familienerbstück, einen Ring, der die Eigenschaft hat, seinen Träger „vor Gott und den Menschen angenehm“ zu machen, wenn der Besitzer ihn „in dieser Zuversicht“ trägt. Dieser Ring wurde über viele Generationen vom Vater an jenen Sohn vererbt, den er am meisten liebte. Doch eines Tages tritt der Fall ein, dass ein Vater drei Söhne hat und keinen von ihnen bevorzugen will. Deshalb lässt er sich von einem Künstler exakte Duplikate des Ringes herstellen, vererbt jedem seiner Söhne einen der Ringe und versichert jedem, sein Ring sei der echte.
Nach dem Tode des Vaters ziehen die Söhne vor Gericht, um klären zu lassen, welcher von den drei Ringen der echte sei. Der Richter aber ist außerstande, dies zu ermitteln. So erinnert er die drei Männer daran, dass der echte Ring die Eigenschaft habe, den Träger bei allen anderen Menschen beliebt zu machen; wenn aber dieser Effekt bei keinem der drei eingetreten sei, dann könne das wohl nur heißen, dass der echte Ring verloren gegangen sei. (Auf die Frage, wann dies geschehen sein könnte, geht der Richter nicht explizit ein; auch der Ring des Vaters kann schon unecht gewesen sein.) Der Richter gibt den Söhnen den Rat, jeder von ihnen solle daran glauben, dass sein Ring der echte sei. Ihr Vater habe alle drei gleich gern gehabt und es deshalb nicht ertragen können, einen von ihnen zu begünstigen und die beiden anderen zu kränken, so wie es die Tradition eigentlich erfordert hätte. Wenn einer der Ringe der echte sei, dann werde sich dies in der Zukunft an der ihm nachgesagten Wirkung zeigen. Jeder Ringträger solle sich also bemühen, diese Wirkung für sich herbeizuführen.

### Lessings Weiterführung der Boccaccio-Geschichte
Im Unterschied zu Boccaccios Erzählung ist der Ring, von dem Nathan berichtet, nicht bloß „wunderschön und kostbar“, sondern er enthält einen Opal, „der die geheime Kraft besaß, vor Gott und Menschen angenehm zu machen, wer in dieser Zuversicht ihn trug“ (Vers 1915 ff.). Der Vater kann die drei Ringe nicht mehr unterscheiden und gibt sich der Hoffnung hin, auf diese Weise alle Söhne zufriedenstellen zu können.
Nach dem Tod des Vaters bricht jedoch Streit zwischen den Söhnen aus, weil jeder sich für den rechtmäßigen Erben hält. Sie ziehen vor Gericht. Der  Versuch des Richters, den rechten Ring anhand seiner Fähigkeit, beliebt zu machen, aufzuspüren, misslingt, denn „jeder liebt sich selber nur am meisten?... Oh, so seid ihr alle drei betrogene Betrüger! Eure Ringe sind alle drei nicht echt!“ (Vers 2022 ff.). 
Der Richter findet aber doch noch ein versöhnliches Ende: Er mutmaßt, dass der Vater alle drei Söhne gleich geliebt habe und keinen von ihnen bevorzugen wollte. Jeder der drei dürfe sich als den echten Erben sehen, was aber auch dazu verpflichte, sich dessen als würdig zu erweisen: „Es eifre jeder seiner unbestochnen, von Vorurteilen freien Liebe nach! Es strebe jeder von euch um die Wette, die Kraft des Rings in seinem Ring an Tag zu legen!“ (Vers 2041 ff.) Und dies empfiehlt er durch Verträglichkeit und Wohltun (was impliziert: nicht durch die bislang zur Schau getretene Streitsucht und Rechthaberei).

### Interpretation
Die Parabel wurde dahingehend verstanden, dass der Vater für den liebenden Gott, die drei Ringe für die drei monotheistischen Religionen (Judentum, Christentum und Islam) und die drei Söhne für deren Anhänger stehen. Der Richter kann für Nathan selbst stehen.
Eine Aussage der Parabel wäre, dass Gott die Menschen gleichermaßen liebe, unabhängig von ihrer Religionszugehörigkeit. Alle Menschen sind seine Kinder.
Nicht schlüssig erklärbar wäre dabei, wieso Gott seinen Ring von seinem Vater erbte (der Ring wurde bereits über Generationen hinweg vererbt). 
Am Ende der Parabel spricht Nathan von einem anderen Richter, vor den der erste die Kinder und Kindeskinder der drei Brüder laden wird: "So lad ich über tausend tausend Jahre / sie wiederum vor diesen Stuhl. Da wird / ein weisrer Mann auf diesem Stuhle sitzen / als ich; und sprechen. […]". Diese tausend mal tausend, also eine Million Jahre, verweisen auf einen endzeitlichen Richter, der die endgültige Entscheidung fällt. Nach christlicher Überlieferung übergab Gott seinem auferstandenen Sohn die endzeitliche Gerichtsbefugnis (2.Timotheus 4:1), nach jüdischem Verständnis einem künftigen Messias und nach dem Verständnis vieler Muslime einem künftigen Mahdi.

Entscheidend sei, dass Menschen sich nicht darauf versteifen, die "einzig wahre Religion" zu "besitzen", da sie das fanatisch und wenig liebenswert mache. Zwar sei es nur natürlich, dass jeder seine eigene Religion vorziehe, denn wer werde schon seinen Eltern vorwerfen, ihn zu einem „Irrglauben“ erzogen zu haben? Diese Bevorzugung dürfe jedoch nicht dazu verführen, den eigenen Glauben allen anderen gegenüber als allein seligmachenden geltend machen zu wollen, da jede authentische Religion letztlich ihren Ursprung in Gott habe. Weil das Maß der Echtheit des ersten Ringes darin zu sehen sei, inwieweit er „beliebt vor Gott und Menschen“ mache, sei jeder Ring echt, der dies erfülle, und jeder unecht, der dies nicht erfülle. Da die Brüder sich untereinander misstrauen, könne keiner ihrer Ringe der echte sein. Die Gültigkeit jeder Religion sei demnach darin zu sehen, in welchem Maß sie zukünftig in der Lage sei, Liebe zu stiften.
Die Frage, welcher Ring der echte sei, müsse deshalb zurückgestellt werden, da keine der drei Religionen die Menschen so veredele, wie es der Fall sein müsste, wenn der echte Ring (die echte Religion) nicht verloren gegangen wäre, was nach Aussagen des Richters als Möglichkeit in Betracht gezogen werden müsse. Mit seiner Antwort weist also Nathan letztlich Saladins Frage nach der "einzig wahren Religion" zurück.
Über Lessings Intention, die dieser mit dem Schreiben seiner Variante der Ringparabel verbunden habe, schreibt der katholische Theologe Rudolf Laufen: "Die Ringparabel freilich, die ursprünglich einmal anstößig und provokant war, aber längst ‚zu einem relativ harmlosen Bildungsgut herabgekommen‘ ist und heute eher der unverbindlichen ‚feiertäglichen moralischen Selbstbestätigung‘ bildungsbürgerlicher Kreise dient, ist die Summe von Lessings Religionstheologie nicht! Eher gibt sie einen Rat für eine friedlich-tolerante Koexistenz, für einen Modus Vivendi der positiven Religionen, solange sie noch existieren."

### Natürliche Religion und positive Religion
Den Begriff „positive Religion“ erklärt Lessing in seiner vermutlich 1762/63 entstandenen Schrift „Über die Entstehung der geoffenbarten Religion“. „Einen Gott erkennen, sich die würdigsten Begriffe von ihm zu machen suchen, auf diese würdigsten Begriffe bei allen unsern Handlungen Rücksicht nehmen, ist der vollständigste Inbegriff aller natürlichen Religion.“ Diese „natürliche Religion“ sei dem Naturzustand zuzuordnen, in dem sich die Menschen vor dem Gesellschaftsvertrag befunden hätten. Nach dem Gesellschaftsvertrag sei die natürliche Religion durch Konventionen in „positive Religionen“ überführt worden (Analogie: Übergang vom natürlichen Recht in positives Recht). Das Wahre an den positiven Religionen sei deren gemeinsamer Kern, die natürliche Religion, das durch Konventionen Hinzugefügte hingegen sei zwar unvermeidlich, mache die positive Religion aber nicht „wahr“. Autorität erlangten alle positiven Religionen durch die Person des Religionsstifters, dem geglaubt werde, aus seinem Mund spreche Gott selbst (durch Offenbarung). Lessings Schlussfolgerung: „Alle positiven und geoffenbarten Religionen sind folglich gleich wahr und gleich falsch.“
Die (auch in Laufens Urteil zum Ausdruck kommende) Ansicht, Lessing meine, dass die traditionelle Religion (die „positiven Religionen“) nur die instrumentelle Funktion habe, sich überflüssig zu machen, indem sie einer Sittlichkeit zur Selbständigkeit verhelfe, die sich zukünftig nicht mehr religiös begründe, „greift“ nach Ansicht Axel Schmitts „viel zu kurz“. Einer „Fixierung des Gültigen“ (auch in seinen eigenen Ansichten) habe Lessing, dessen Lebenswerk eine Art „work in progress“ sei, sich stets entzogen.

## Charakterisierung der Hauptfiguren

### Nathan

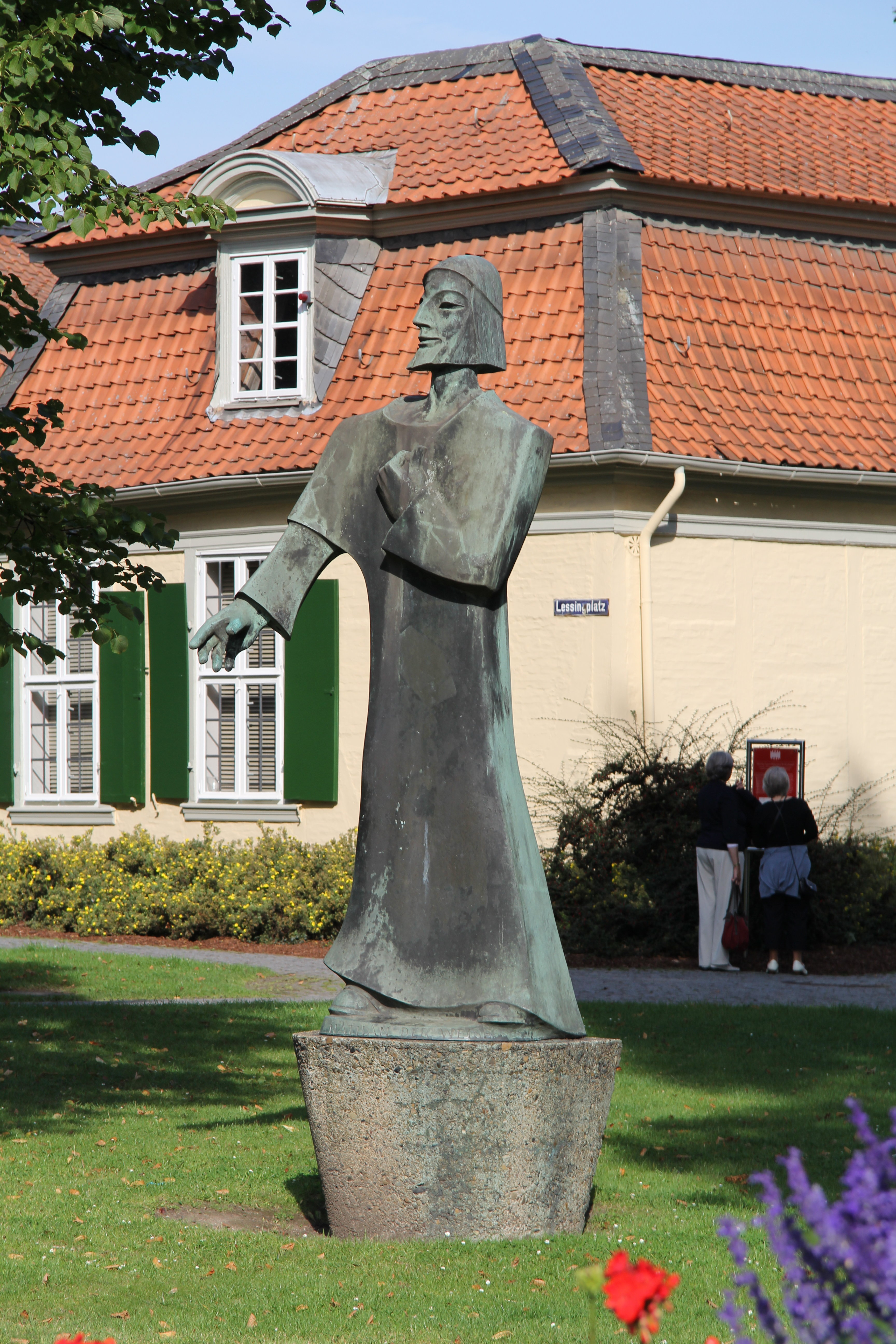
Nathan-Denkmal von Erich Schmidtbochum (1961) in Wolfenbüttel, im Hintergrund das Lessinghaus

Nathan gilt als Sprachrohr Lessings. Er ist die Hauptfigur, die alle Handlungsstränge zu einem Ganzen verknüpft. Er wird anfangs als reicher Kaufmann aus Jerusalem vorgestellt (I, 6.), der von seinen Geschäftsreisen immer viel Geld und Luxusgüter mitbringt. Da er ein Gegner des Geldverleihens ist, weil dieses die Schuldner nur abhängig mache, möchte er die leeren Staatskassen Saladins zunächst nicht füllen, obwohl er dann durch entsprechende Zinsen seinen Reichtum noch vermehren könnte. Durch sein Verhalten entkräftet Nathan so das allgemeine Vorurteil vom Wucherjuden, der nur nach Reichtum strebe. Erst als Saladin sein Freund geworden ist, reagiert Nathan auf dessen unausgesprochene Bitte, ihm Geld zu leihen, und macht ihm eine selbstlose und großzügige Schenkung.
Nathan hat sich vom orthodoxen Judentum gelöst und ist anderen Religionen gegenüber tolerant eingestellt („Jud’ und Christ und Muselmann und Parsi, alles ist ihm eins“). Für ihn ist es wichtig, „Mensch“ zu sein, und zwar im Sinne eines „blossen Menschen“ und nicht eines „solchen Menschen“ (vgl. auch Lessings Werk Ernst und Falk). Indem Nathan vom jüdischen und vom christlichen „Volk“ spricht, zeigt er, dass er nicht nur Unterscheidungen „solcher Menschen“ auf Grund ihrer Religionszugehörigkeit kritisieren will. Bei ihm befinden sich Glaube und Vernunft im Einklang. Deshalb lehnt er konsequent den „vernunftwidrigen“ Wunderglauben ab. Seine humane Weltanschauung, die er auch zur Grundlage von Rechas Erziehung macht, lebt er vorbildhaft. Ihretwegen und nicht wegen seines Geschäftssinns, wie der Tempelherr zunächst vermutet, wird er als „weise“ bezeichnet.
Recha ist zwar nur Nathans Adoptivtochter, doch nennt er sie ganz selbstverständlich „meine Recha“ und „mein liebes Kind“. Obwohl nicht ihr leiblicher Vater, ist er für Recha doch der perfekte väterliche Vormund: „Das Blut allein macht noch nicht den Vater aus.“ Sein aufgeklärtes und tolerantes Denken zeigt sich auch darin, dass Nathan jeden „Wunderglauben“ ablehnt und, trotz des durch die Christen verursachten Verlusts seiner Frau und seiner sieben Söhne, das „Christenbaby“ Recha im Alter von acht Wochen bei sich aufnimmt und das Kind als Geschenk Gottes empfindet: „hatt ich drei Tag’ und Nächt’ in Asch’/Und Staub vor Gott gelegen, und geweint – […] Doch nun kam die Vernunft allmählig wieder. […] Ich nahm das Kind […] warf/Mich auf die Knie’ und schluchzte: Gott! auf Sieben/Doch nun schon Eines wieder!“

### Saladin
Sultan Saladins Palast ist der Mittelpunkt der politischen Macht in Jerusalem und Schauplatz der letzten Szene. Während eines Angriffes auf Tebnin nehmen Saladins Männer zwanzig Tempelritter als Gefangene. Nur einen dieser Tempelritter lässt Saladin am Leben, weil dieser seinem verschollenen Bruder Assad ähnlich sieht.
Saladin ist in Geldfragen sehr großzügig, was ihn schließlich in den wirtschaftlichen Ruin zu treiben droht. Auch seine religiösen Ansichten sind recht liberal. Zum Schlüsselerlebnis in dieser Hinsicht wird für ihn jedoch erst die Begegnung mit Nathan und seiner „Ringparabel“.

### Der junge Tempelherr
Der Tempelherr Curd von Stauffen ist Christ und ein tapferer Ritter des Templerordens. Er ist ein impulsiver junger Mann, der anfangs von den damals üblichen negativen Vorurteilen gegenüber den Juden geprägt ist. Durch sein beherztes Eingreifen rettet er Recha aus den Flammen ihres brennenden Hauses. Für diese Tat möchte er aber keinen Dank und keine Anerkennung, weil er nicht so sehr dem Opfer zuliebe half, sondern weil er wegen des gescheiterten Kreuzzugs seines Lebens bereits überdrüssig war. Er geht deswegen Recha und Daja aus dem Wege. Erst als Nathan eine Begegnung arrangiert und ihm die Augen für das Mädchen öffnet, verliebt sich Curd in sie und setzt nun, wiederum sehr impulsiv, alles daran, das schöne Mädchen auch gegen Nathans Bedenken heiraten zu können: Er ist zwar durch Nathans und Saladins Vorbild bald ebenfalls von der Gleichberechtigung aller Religionen überzeugt, fällt jedoch vorübergehend wieder in alte Denkmuster und in religiöse Intoleranz zurück, als er erfährt, dass Recha eigentlich eine Christin ist. Schließlich jedoch heilen Nathan, der in Curd (alias Leu von Filnek) den Bruder Rechas (alias Blanda von Filnek) erkennt, und Saladin, der ihn als Sohn seines vermissten Bruders Assad (alias Wolf von Filnek) begrüßt, den hitzigen „Trotzkopf“.

### Der Patriarch
Als christlicher Fanatiker ist der Patriarch ein politisch ambitionierter und hinterlistiger Gegenspieler Saladins und Nathans, der seine Macht als kirchliches Oberhaupt Jerusalems pompös zur Schau stellt. Seinen bornierten Glauben an seine eigene Unfehlbarkeit, seine radikale Orthodoxie und seine Intoleranz kennzeichnet Lessing nicht zuletzt durch die dreimalige Wiederholung seiner über Nathan getroffenen Entscheidung, mit der er die Diskussion mit dem Tempelritter beendet: „Tut nichts! Der Jude wird verbrannt“. Als Modelle für diese Figur gelten der im 12. Jahrhundert amtierende Erzbischof und Patriarch Heraclius und Pastor Goeze.

### Der Klosterbruder
Bonafides war einst ein Diener von Saladins Bruder Assad, als der den Namen Wolf von Filnek trug. Jetzt steht er als Klosterbruder in Diensten des Patriarchen und muss für ihn spionieren und intrigieren, obwohl er dessen Machenschaften verabscheut. Um das Schlimmste zu verhüten, gibt er sich bewusst einfältig, damit die potentiellen Opfer die Absichten seines Auftraggebers durchschauen können.

### Daja
Daja ist die ehemalige Magd eines während eines Kreuzzuges zusammen mit Kaiser Barbarossa ertrunkenen Kreuzfahrers und die Erzieherin Rechas im Hause Nathans. Recha bezeichnet sie als geradezu fanatische Christin und eine der zeitgenössischen „Schwärmerinnen“ (5. Aufzug, 6. Auftritt), die ihr Gutes tat, sie aber auch quälte. Daja verschließt sich der toleranten Lehre Nathans und fehlt daher in der letzten Szene des Dramas. Alle ihre Schritte dienen dazu, die als Jüdin aufgewachsene, aber gebürtige Christin, Recha mit dem christlichen Tempelherrn zusammenzubringen und beide aus Jerusalem zurück ins christliche Abendland zu führen.

### Recha
Ihr Geburtsname ist Blanda von Filnek. Sie ist die Adoptivtochter ihres über alles geliebten Ziehvaters Nathan, wirkt aber in Folge des Einflusses von Daja etwas naiv und allzu schwärmerisch, zumal sie bisher weder mit Buchwissen noch mit Männern in Berührung gekommen ist.

### Sittah
Die Schwester Saladins gibt ihrem Bruder Kredite, ohne dass dieser etwas davon weiß. Als gewiefte Strategin und gute Schachspielerin hat sie einen nüchterneren Bezug zur Realität als ihr Bruder. Ihre Verbindung von Klugheit, Taktgefühl und Loyalität gegenüber der eigenen Familie macht diese emanzipierte Frau zu Lessings Gegengewicht zu den beiden emotionaler und weniger intellektuell angelegten Frauen Recha bzw. Daja.

### Al-Hafi
Der Bettelmönch (Derwisch) und Schachfreund Nathans wird Schatzmeister des Sultans. Ihm schmeichelt die Übernahme dieses Amtes, mit Hilfe dessen er im Dienst und Auftrag Saladins hofft, Armut und Not erfolgreich bekämpfen zu können. Als Al-Hafi aber erkennt, wie der Hof des Sultans dem Bankrott entgegengeht, verabschiedet er sich als „klassischer Aussteiger“ an den Ganges, wo er sein alternatives Leben als Bettelmönch in seiner parsischen Glaubensgemeinschaft, den Ghebern, leben will. Er fordert Nathan auf, ihn dorthin zu begleiten, weil er fürchtet, dass dieser sonst durch den verschwenderischen Saladin zu Zinsgeschäften korrumpiert werden könnte.
Al-Hafi repräsentiert als Anhänger der Lehre des Zarathustra eine weitere Religion in diesem Drama. Lessing hatte ursprünglich geplant, diese Figur ins Zentrum einer Nachschrift unter dem Titel Derwisch zu stellen.

## Rezeption

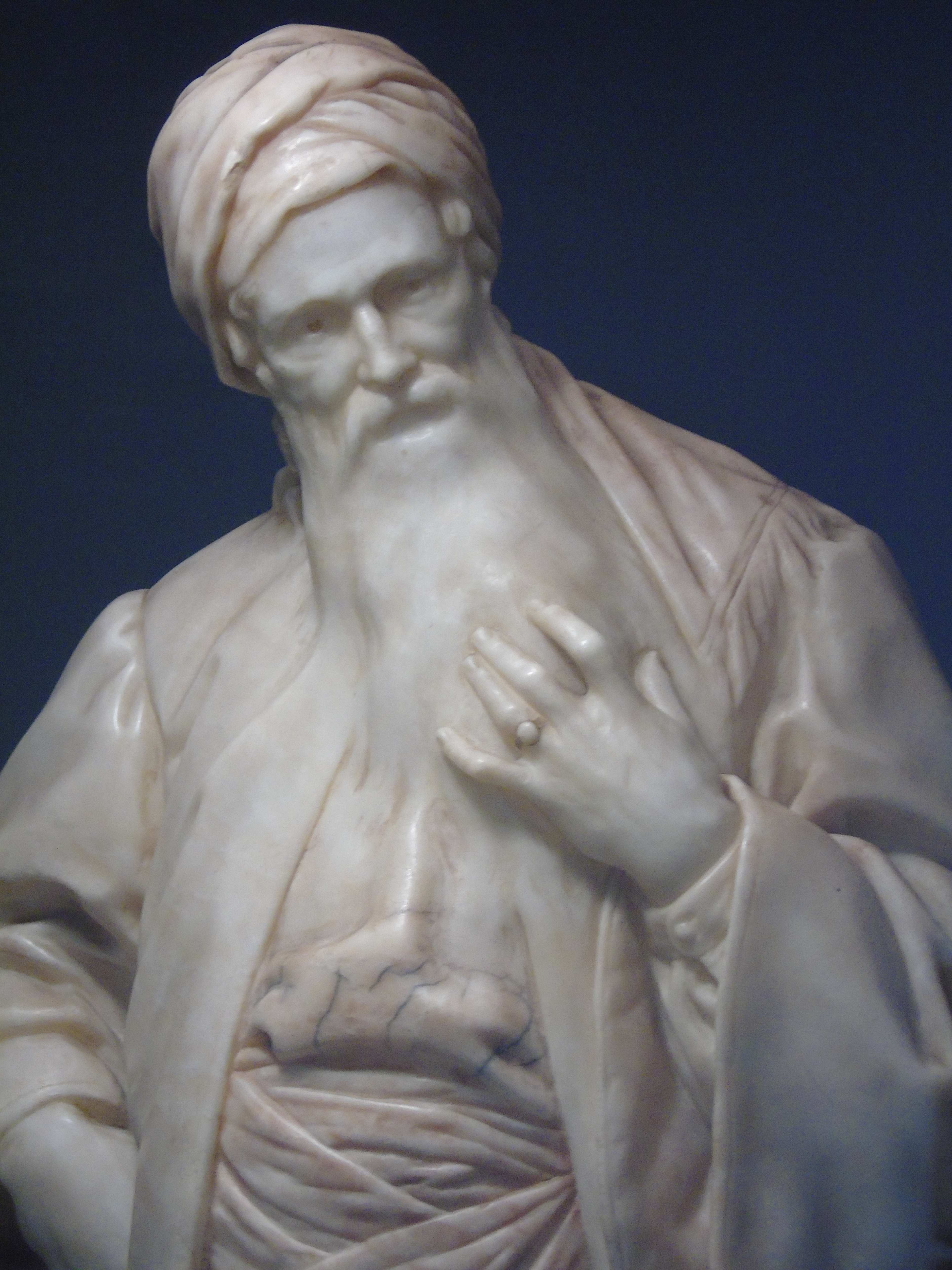
Nathan der Weise, Skulptur von Adolf Jahn, um 1900, Alabaster

Aufgeführt wurde Nathan der Weise zuallererst, aber nicht öffentlich, am 15. Oktober 1779 in Mannheim. Die offizielle Uraufführung des Stückes 1783 im Döbbelinschen Theater, Berlin, verlief enttäuschend, da es der Erwartungshaltung des Publikums nicht entsprach. Nach Thorsten Meier sei es der „Mangel an Aktion, die mitunter sehr langen und teilweise sehr reflexiven Dialoge, die etwas Sentenzenhaftes an sich haben, und die feierliche Gehobenheit des Stückes“ gewesen, welche das Aufkommen einer Illusion verhinderten. Mit der Aufführung vom 27. Juli 1801 am Magdeburger Nationaltheater wurde das Stück wiederentdeckt und ein Erfolg. 1802 inszenierte August Wilhelm Iffland und dann Goethe in Weimar das Schauspiel.
Obgleich das Werk Bestandteil des Bildungskanons war, wurde es in der Zeit des Nationalsozialismus mit einem Spielverbot belegt und verschwand aus der Schullektüre. Die Aufforderung zur Toleranz und die Darstellung eines menschlich vorbildlichen Juden in der Figur des Nathans widersprach diametral der nationalsozialistischen Ideologie. Nach 1945 fand es wieder in viele Lehrpläne für den Deutschunterricht Eingang und gilt auch heute noch als Klassiker der Schullektüre.

## Verfilmungen
Das Drama wurde im Jahre 1922 vom jüdischen Filmregisseur Manfred Noa unter dem Titel Nathan der Weise verfilmt. Der Stummfilm galt nach dem Zweiten Weltkrieg als verschollen. Mitarbeiter des Filmmuseums München entdeckten ihn in Moskau, sorgten für eine aufwändige Restaurierung und veröffentlichten ihn 2006 auf DVD. 2009 wurde der Film für eine HD-Ausstrahlung auf arte mit neuer Filmmusik versehen.
Weitere Verfilmungen stammen von Karl-Heinz Stroux (1956), von Hermann Lanske und Leopold Lindtberg (1964), von Franz Peter Wirth (1967), von Friedo Solter und Vera Loebner (1969, DDR), von Oswald Döpke (1979), von Friedo Solter und Margot Thyrêt (1989, DDR) und von Uwe Eric Laufenberg (2006).

## Textquellen

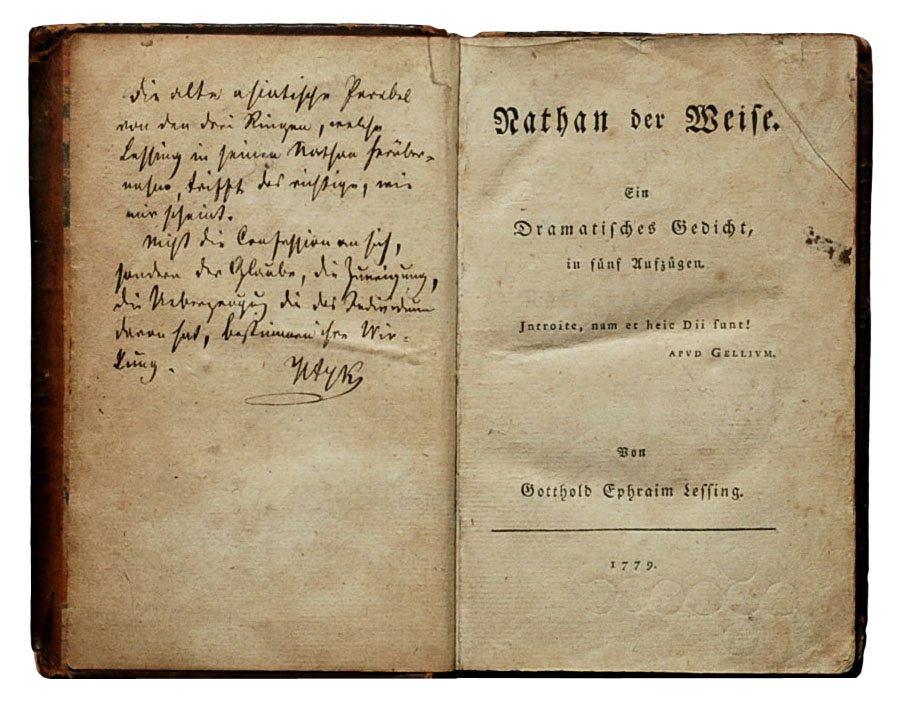
Erstdruck (auf Subskriptionsbasis, noch ohne Verlagsangabe)

- Erstausgabe: Nathan der Weise. Ein dramatisches Gedicht, in fünf Aufzügen. [o. Verlagsangabe], Berlin 1779.
- Ingrid Haaser (Hrsg.): Gotthold Ephraim Lessing: Nathan der Weise. Text und Materialien, Klassische Schullektüre, Cornelsen, Berlin 1997, ISBN 3-464-12136-4.
- Ingrid Haaser (Hrsg.): Gotthold Ephraim Lessing: Nathan der Weise. Lehrerheft. Klassische Schullektüre, Cornelsen, Berlin 1999, ISBN 3-464-12137-2.
- Gotthold Ephraim Lessing: Nathan der Weise. Ein dramatisches Gedicht in fünf Aufzügen. Anaconda, Köln 2005, ISBN 3-938484-51-9.
- Gotthold Ephraim Lessing: Nathan der Weise. Ein dramatisches Gedicht in fünf Aufzügen. Trylers Media, Krefeld 2022, ISBN 3-949879-03-X.
- Gotthold Ephraim Lessing: Nathan der Weise. Ein dramatisches Gedicht in fünf Aufzügen. Reclam, Stuttgart 2000, ISBN 3-15-000003-3.
- Gotthold Ephraim Lessing: Nathan der Weise. E-Book bei Projekt Gutenberg.

## Sekundärliteratur
- Thomas Möbius: Gotthold Ephraim Lessing: Nathan der Weise. Königs Erläuterungen: Textanalyse und Interpretation (Bd. 10). C. Bange Verlag, Hollfeld 2011, ISBN 978-3-8044-1919-3.
- Friedrich Niewöhner: Veritas sive Varietas. Lessings Toleranzparabel und das Buch von den drei Betrügern. Schneider, Heidelberg 1988, ISBN 3-7953-0761-9.
- Hans Ritscher: Gotthold Ephraim Lessing: Nathan der Weise. In: Grundlagen und Gedanken: Drama. 6. Auflage. Diesterweg, Frankfurt am Main 1998, ISBN 3-425-06380-4.
- Timotheus Will: Lessings dramatisches Gedicht Nathan der Weise und die Philosophie der Aufklärungszeit. Schöningh, Paderborn / München / Wien / Zürich 1999, ISBN 3-506-75069-0.
- Knut Nippe: Die missbrauchte Ringparabel. In: Ichthys. Theologische Orientierung für Studium und Gemeinde. Nr. 43 (2006), S. 54–57
- Peter Sloterdijk: Gottes Eifer. Vom Kampf der drei Monotheismen. Verlag der Weltreligionen im Insel Verlag, Frankfurt am Main 2007, ISBN 978-3-458-71004-2.
- Günter Saße mit Sebastian Kaufmann: Gotthold Ephraim Lessing: „Nathan der Weise“. Schroedel, Braunschweig 2013, ISBN 978-3-507-47732-2.
- Friedhelm Zubke: Motive moralischen Handelns in Lessings „Nathan der Weise“. Universitätsverlag Göttingen 2008, ISBN 978-3-940344-36-6 (online-Ausgabe [PDF; 2,3 MB]).
- Theodor Pelster: Lektüreschlüssel. Gotthold Ephraim Lessing: Nathan der Weise. Reclam, Stuttgart 2002, ISBN 978-3-15-015316-1.

## Freie Webausgaben
- Digitalisat und Volltext im Deutschen Textarchiv (Erstausgabe 1779)
- Nathan der Weise im Projekt Gutenberg-DE
- Nathan der Weise im Project Gutenberg
- Nathan der Weise bei Zeno.org.